# Hervé Anziani
Pour les articles homonymes, voir Anziani.
Hervé Anziani est un joueur de football français né le 29 juin 1976 à Bastia. Il évoluait comme milieu de terrain.

## Biographie

### En club

#### SC Bastia
Formé au SC Bastia, il intègre le groupe professionnel lors de la saison 1994-1995. Il fait sa première apparition le 10 octobre 1994 face à l'OGC Nice (victoire 2-1). Il entre en jeu à la 62e minute à la place de Jacky Canosi. La semaine suivante, il est titularisé pour la réception du Montpellier HSC (1-1). Il n'apparaît pas dans le groupe pour le reste de la saison.
Lors de la saison suivante, il dispute 12 rencontres, principalement lors de la deuxième partie de l'exercice.
Entre 1996 et 1999, il prend part à 14 rencontres, dont deux en Coupe Intertoto en 1997. Il entre en jeu face au NK Hrvatski Dragovoljac (victoire 1-0) et face au Silkeborg IF (victoire 1-0).
Lors de sa dernière saison, il ne dispute aucune rencontre et doit se contenter de jouer avec l'équipe réserve en CFA 2.

#### CABG Lucciana
À l'été 2000, il rejoint le CABG Lucciana qui vient d'être relégué en DH Corse. Il est sacré champion à l'issue de la saison avec seulement deux défaites.

#### Borgo  FC
En 2001, il s'engage avec le Borgo FC qui évolue en CFA 2. Lors de la première saison, l'équipe termine troisième à un point de la deuxième place synonyme de montée. Puis l'équipe finit à la huitième place lors de la saison 2002-2003. Il s'incline également en finale de la Coupe de Corse face au CABG Lucciana, son ancien club.

### En sélection
Le 14 mai 1998, il honore sa seule et unique sélection avec la Corse. La Squadra Corsa s'incline alors 1-0 face au Cameroun.

## Statistiques
| Saison                | Club                  | Championnat           | Championnat | Championnat | Coupe nationale | Coupe nationale | Coupe de la Ligue | Coupe de la Ligue | Compétition(s) continentale(s) | Compétition(s) continentale(s) | Compétition(s) continentale(s) | Total | Total |
| Saison                | Club                  | Division              | M.          | B.          | M.              | B.              | M.                | B.                | Comp.                          | M.                             | B.                             | M.    | B.    |
| 1994-1995             | SC Bastia             | D1                    | 2           | 0           | -               | -               | -                 | -                 | -                              | -                              | -                              | 2     | 0     |
| 1995-1996             | SC Bastia             | D1                    | 11          | 0           | -               | -               | 1                 | 0                 | -                              | -                              | -                              | 12    | 0     |
| 1996-1997             | SC Bastia             | D1                    | 3           | 0           | -               | -               | -                 | -                 | -                              | -                              | -                              | 3     | 0     |
| 1997-1998             | SC Bastia             | D1                    | 6           | 0           | -               | -               | 1                 | 0                 | C4                             | 2                              | 0                              | 9     | 0     |
| 1998-1999             | SC Bastia             | D1                    | 2           | 0           | -               | -               | -                 | -                 | -                              | -                              | -                              | 2     | 0     |
| 1999-2000             | SC Bastia             | D1                    | -           | -           | -               | -               | -                 | -                 | -                              | -                              | -                              | 0     | 0     |
| Sous-total            | Sous-total            | Sous-total            | 24          | 0           | -               | -               | 2                 | 0                 | -                              | 2                              | 0                              | 28    | 0     |
| 2000-2001             | CABG Lucciana         | DH Corse              | -           | -           | -               | -               | -                 | -                 | -                              | -                              | -                              | 0     | 0     |
| Sous-total            | Sous-total            | Sous-total            | -           | -           | -               | -               | -                 | -                 | -                              | -                              | -                              | 0     | 0     |
| 2001-2002             | Borgo FC              | CFA 2                 | -           | -           | -               | -               | -                 | -                 | -                              | -                              | -                              | 0     | 0     |
| 2002-2003             | Borgo FC              | CFA 2                 | -           | -           | -               | -               | -                 | -                 | -                              | -                              | -                              | 0     | 0     |
| Sous-total            | Sous-total            | Sous-total            | -           | -           | -               | -               | -                 | -                 | -                              | -                              | -                              | 0     | 0     |
| Total sur la carrière | Total sur la carrière | Total sur la carrière | 24          | 0           | -               | -               | 2                 | 0                 | -                              | 2                              | 0                              | 28    | 0     |

## Palmarès
| SC Bastia - Coupe Intertoto (1) : - Vainqueur : 1997. |  | CABG Lucciana - DH Corse (1) : - Champion : 2000-01. |  | Borgo FC - Coupe de Corse : - Finaliste : 2002-03. |